# Thuốc lá

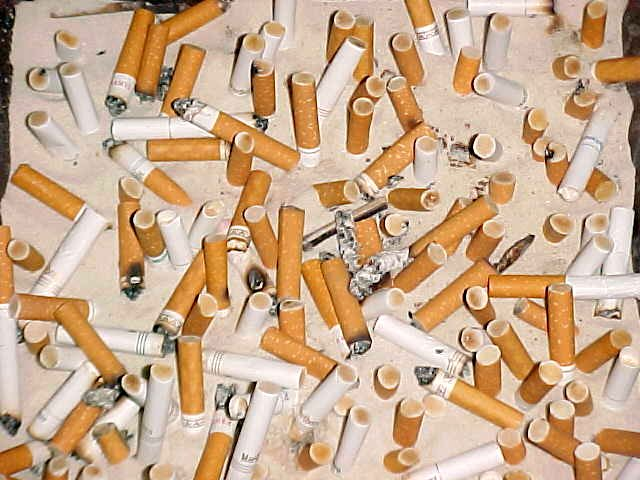
Tàn thuốc lá

Thuốc lá là một sản phẩm được làm chủ yếu từ nguyên liệu lá cây thuốc lá đã thái sợi, được cuốn hay nhồi định hình bằng giấy, có dạng hình trụ (thường có độ dài dưới 120 mm, đường kính khoảng 10 mm). Thuốc lá điếu thường được đốt cháy ở một đầu, để cháy âm ỉ nhằm mục đích tạo khói và khói này theo dòng khí vào miệng người hút từ đầu đối diện (thường có gắn đầu lọc). Thuật ngữ thuốc lá thường được dùng theo nghĩa chung liên quan đến thuốc lá trong khi thuốc lá điếu nhằm chỉ cụ thể loại sản phẩm thuốc lá sợi đã cuốn thành điếu. Tuy nhiên, đôi khi, thuật ngữ này cũng được sử dụng để chỉ loại thuốc hút khói nhưng được làm từ một số loại thực vật khác (cây gai dầu).
Thuốc lá điếu khác xì gà trước hết ở kích thước: điếu nói chung bé hơn, sử dụng sợi từ lá thuốc đã qua chế biến và được cuốn bằng giấy trắng chuyên dùng. Xì gà được làm hoàn toàn bằng nguyên lá thuốc lá, ruột là mảnh lá và lá áo bọc ngoài cũng bằng lá thuốc lá. Trước cuộc chiến tranh Krym (Nga-Pháp năm 1854-1856), hầu hết các quốc gia dùng tiếng Anh chưa biết đến thuốc lá điếu. Chỉ đến khi các binh sĩ người Anh thời đó học các đồng nghiệp Thổ Nhĩ Kỳ (Đế chế Ottoman) sử dụng giấy in báo để cuốn thuốc lá hút, thuốc lá mới bắt đầu kỷ nguyên bành trướng rộng rãi ra khắp thế giới từ đó.
Đôi khi người ta sử dụng tẩu để hút thuốc. Thuật ngữ "điếu thuốc", thường được dùng để chỉ một điếu thuốc lá, nhưng cũng có thể chỉ các vật khác có chứa lá thơm, ví dụ như cần sa. Do người ta tin tưởng rằng (và cũng được khoa học chứng minh trong trường hợp cụ thể có tuổi thọ ngắn đi khi nguy cơ ung thư phổi tăng lên) các sản phẩm thuốc lá gây đoản thọ, rất nhiều nước đã cho in lời cảnh báo về sức khỏe bằng phông chữ lớn ở mặt trước và mặt sau mỗi bao thuốc để báo động về tác hại của việc hút thuốc, đồng thời cấm mọi quảng cáo để bán thuốc lá...
Ngoài thuốc lá thông thường còn có những biến thể khác như là thuốc lá không khói, thuốc lá điện tử, thuốc lá (nông phẩm),...

## Lịch sử
Theo Vân đài loại ngữ, thì "thuốc lá gọi là yên thảo (煙草), xuất xứ đất Mân, người ở biên cảnh hay mắc phong hàn, không có nó thì không chữa được, có người đổi một con ngựa lấy một cân thuốc ấy. Cây thuốc lá nguyên sản xuất ở Lữ Tống, thực tên nó là tạm-ba-cô, vốn là thứ rau mọc ở bờ ao hồ như cây lan. Sách cũng cho biết, "cuối đời Sùng Trinh, năm Quý Mùi, hạ lệnh cấm thuốc lá, ai lén trồng thì phạm tội đồ. Nhưng mối lợi trọng hơn luật pháp, nên dân phần nhiều không tuân thượng chỉ. Sau lại ban lệnh, hễ ai phạm cấm thì chém, nhưng binh sĩ đóng ngoài biên bị chứng hàn khó khỏi, không thuốc nào chữa nổi [ngoài thứ ấy], đành bỏ cấm". Lại nói "Mới đây, triều Càn Long, năm Mậu Dần, có Ngô Khi Khác làm sách Bản thảo tòng tân liệt thuốc hút vào hạng độc thảo, tính nó cay nóng, trị được các chứng phong hàn, tê thấp, trệ khí, đọng đờm, sơn lam chướng khí. Khói thuốc vào mồm không theo thường độ, một lúc nó chạy khắp người làm cho cơ thể thống khoái, thay được rượu trà, suốt đời không ngán, cho nên người ta còn gọi thuốc hút là tương tư thảo (相思草). Nhưng hơi lửa nung hấu, hao huyết tổn thọ, mà người ta không biết".

## Nguồn gốc

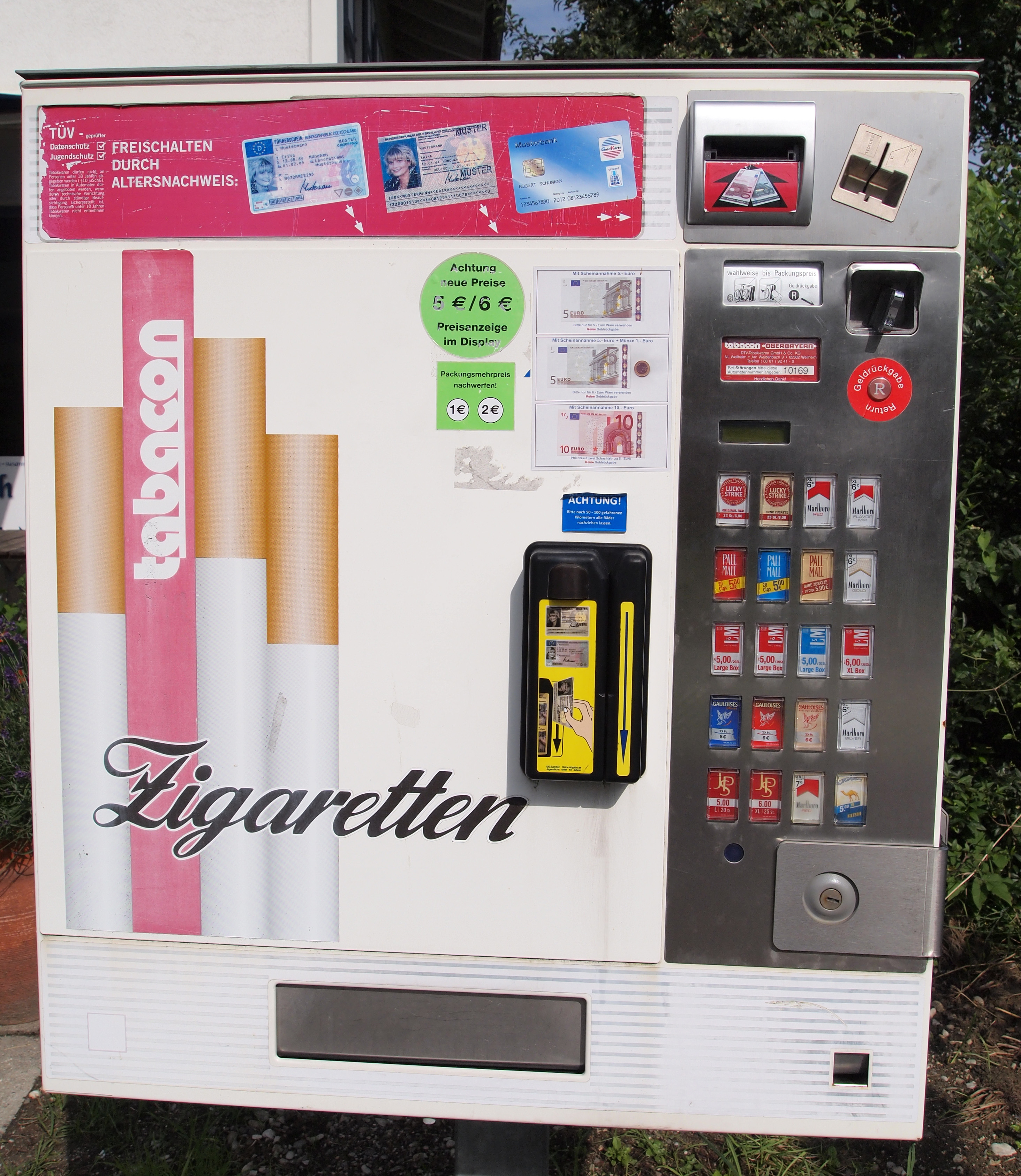
Một máy bán thuốc tự động tại Đức, khi mua phải quét thẻ căn cước để chứng minh đã đủ 18 tuổi

### Chế biến

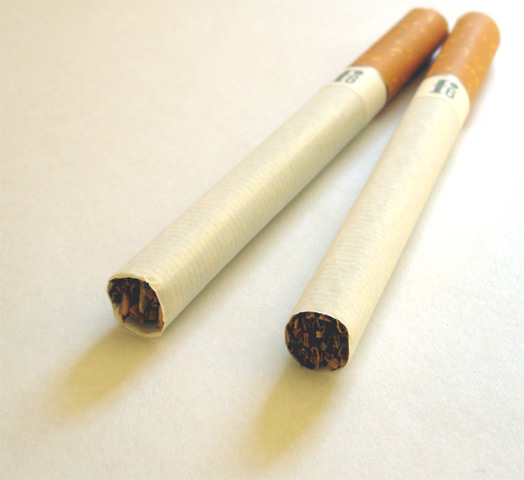
Thuốc lá có đầu lọc